# 三重津海軍所

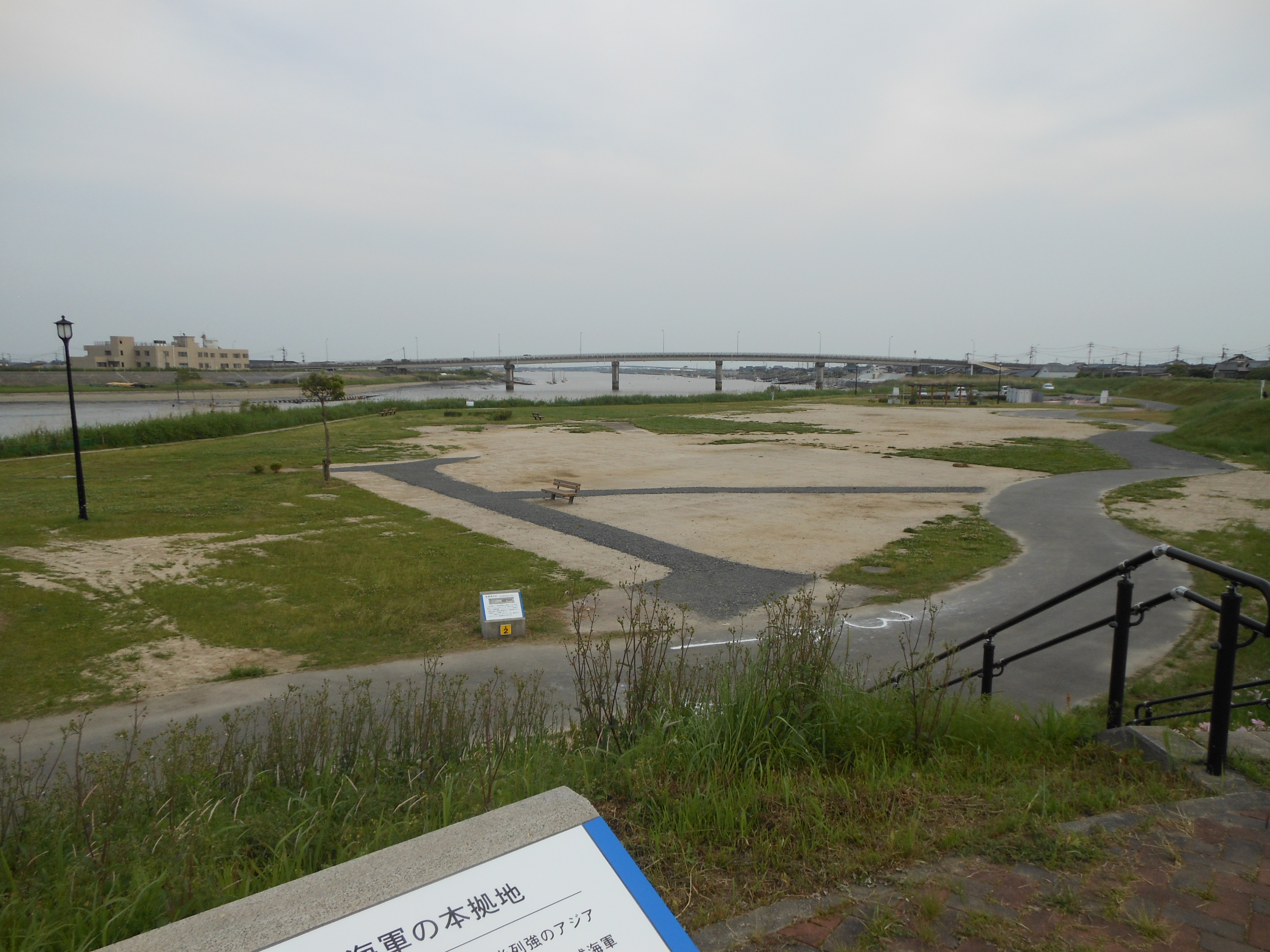
三重津海軍所跡。
写真奥は早津江川下流で、有明海へつながる。

三重津海軍所（みえつかいぐんしょ）は佐賀県佐賀市川副町大字早津江字元海軍所に所在し、佐賀藩が1858年（安政5年)に設立した蒸気船等の船の修理・造船施設。
西洋船運用のための教育・訓練機関も兼ね備えていた。実用的な国産初の蒸気船である「凌風丸」を製造した。
2000年代に入り発掘・文献調査が進められ、2013年に国の史跡に指定、2015年には「明治日本の産業革命遺産」として世界文化遺産に登録された。
三重津海軍所の「三重津」とは「三重（佐賀市諸富町三重）」に置かれた代官所の津（港）のことで、文献一次史料では「三重津」とのみ記されていることが多い。三重県津市とは名称が類似しているものの、一切無関係である（#名称についてを参照）。

## 地理的環境
佐賀県と福岡県の境界を流れる筑後川の支流である早津江川河口に位置する。海軍所のあった場所は佐賀藩領の南東端にあたる。
早津江川を挟んで、対岸は福岡県大川市の大野島で、藩政期は柳川藩領である。現在は公園化され、護岸も整備されているが、海軍所当時の周辺景観を比較的良くとどめている。

## 海軍所の設置と運営
1858年（安政5年）に佐賀藩（鍋島家）が以前からあった「御船屋」を拡張して設置した海軍の伝習機関（当時の記録には「三重津」または「御船手稽古所」との名称で記載されている）である。1859年（安政6年）には幕府の「長崎海軍伝習所」閉鎖に伴い、長崎海軍伝習所で学ばせていた多くの佐賀藩士の士官教育を継続するためと、所有する西洋船の修理場等が必要となったため、従来からあった施設の範囲と機能を増設した。海軍所では航海、造船、鉄砲等の学科や技術教育が行われたほか、蒸気船・西洋式帆船等の根拠地として蒸気船の修理・製造が行われ、オランダ製の木造帆船である「飛雲丸」や木造スクリュー蒸気船である「電流丸」、木造外輪蒸気船「観光丸」（幕府からの委任）等が運用されていた。佐賀藩士が長崎海軍伝習所で建造した木造帆船「晨風丸」もあった。1865年（慶応元年）には国産初の実用蒸気船である「凌風丸」を完成させたといわれる。

## 三重津海軍所の施設
三重津海軍所跡は、発掘調査や文献調査の成果から明らかになった運用方法から「船屋地区」「稽古場地区」「修覆場地区」の三地区に分かれることが調査報告書に記載されている。「船屋地区」は、三重津が佐賀藩洋式艦隊運用根拠地となる以前から使用されていた藩の和船運用施設の一つであった。蒸気船建造計画（安政2年）の際にはこの地区に細工場や材木置場等を建設する予定であったことが当時の絵図から推定されている。但し、この計画はこの時は実行に移されなかった。「稽古場地区」は銃等を用いた調練施設。「修覆場地区」は、洋式船の金属部品製作加工を行った「製作場」とドライドックのあった「御修覆場」から構成される。
三重津海軍所は、「船屋地区」→「稽古場地区」→「修覆場地区」の順に段階的に拡張整備されていったようである。

## 発掘調査の成果

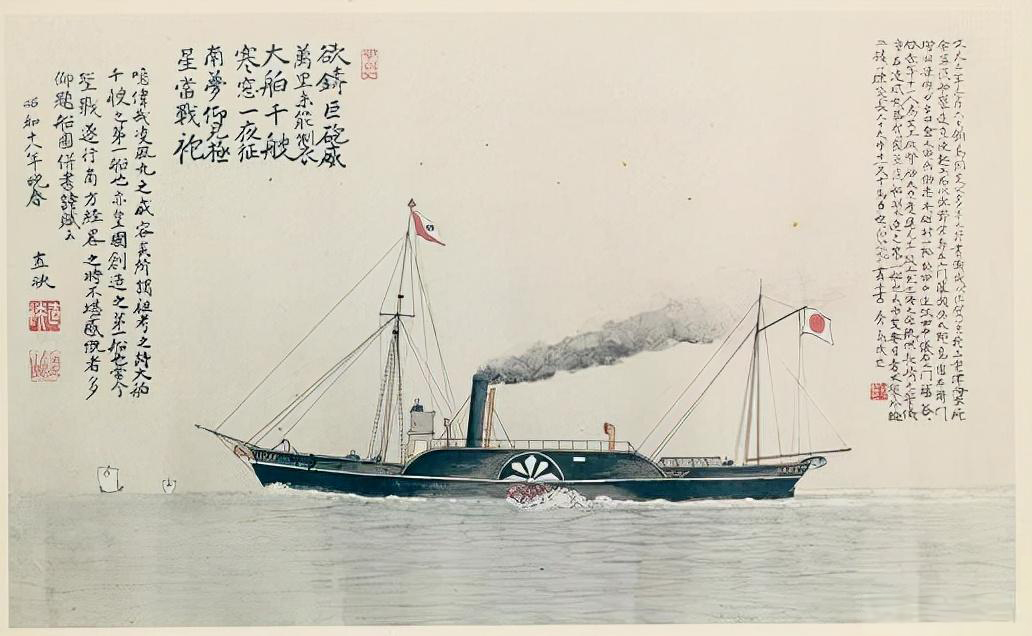
「凌風丸」は佐賀藩が1865年に竣工させた蒸気船。

2009年度（平成21年度）から2014年度（平成25年度）に発掘調査が継続的に実施されている。特に洋式船の修理部品の製作を行った製作場とドライドックが発見された「修復場」地区の調査では多くの成果が報告されている。

### 船舶部品の製作場
二連の石組遺構や方形炉、坩堝炉、鋳込場（三連溝状遺構）等の複数の金属生産遺構が検出されたほか、大型廃棄土坑から金属加熱・溶解炉で排出された金属滓や木炭、炉壁、羽口、鋳型、坩堝、鍛造剥片等が多量に出土したと報告され、鉄の鍛冶や鉄や銅合金の鋳造による船舶部品製造が盛んに行われていたものと考えられている。これらの調査成果は、当時最新鋭の蒸気船を運用した三重津海軍所跡が、江戸時代に培われた在来の技術を多用していたことを示しており、近代日本成立への歴史的変遷過程を辿る上で具体例を示す貴重な資料となっている。
蒸気缶ボイラー組み立ての困難な作業を物語る大型鉄鋲

製作場で出土した注目される遺物として様々な規格の鉄鋲（リベット）が数多く出土したことが報告されている。

このうち大型の鉄鋲（リベット）は、ボイラー鉄板圧着に鉄鋲（リベット）で使用された可能性が高い。鋲打ちは赤熱させた鋲を短時間で鉄板に圧着させる熟練工で、蒸気ボイラー組立等に当時不可欠であった。文献調査成果では佐賀藩所有の「電流丸」や幕府軍艦「千代田形」のボイラー製造（組み立て）記事が紹介されている。ボイラー製造作業には佐賀藩の精錬方に籍を置いていた田中久重が深く関わったとことが報告されている。
ただ、蒸気船ボイラーのような大規模な鉄製部品の組み立てには大きな苦労が伴ったようである。このことは、鉄鋲を鉄板に圧着できず、タガネで頭部を取り外した破損品が多量に出土していることから窺えるらしい。鋲打ちは赤熱させた鋲を短時間で鉄板に圧着させる熟練工で、失敗したらやり直しはできず廃棄するしかない。破損した鋲は当時の日本で誰も経験したことがないような作業を失敗を繰り返しながら取り組んでいた様子を象徴する出土遺物といえる。
インチ規格のボルト

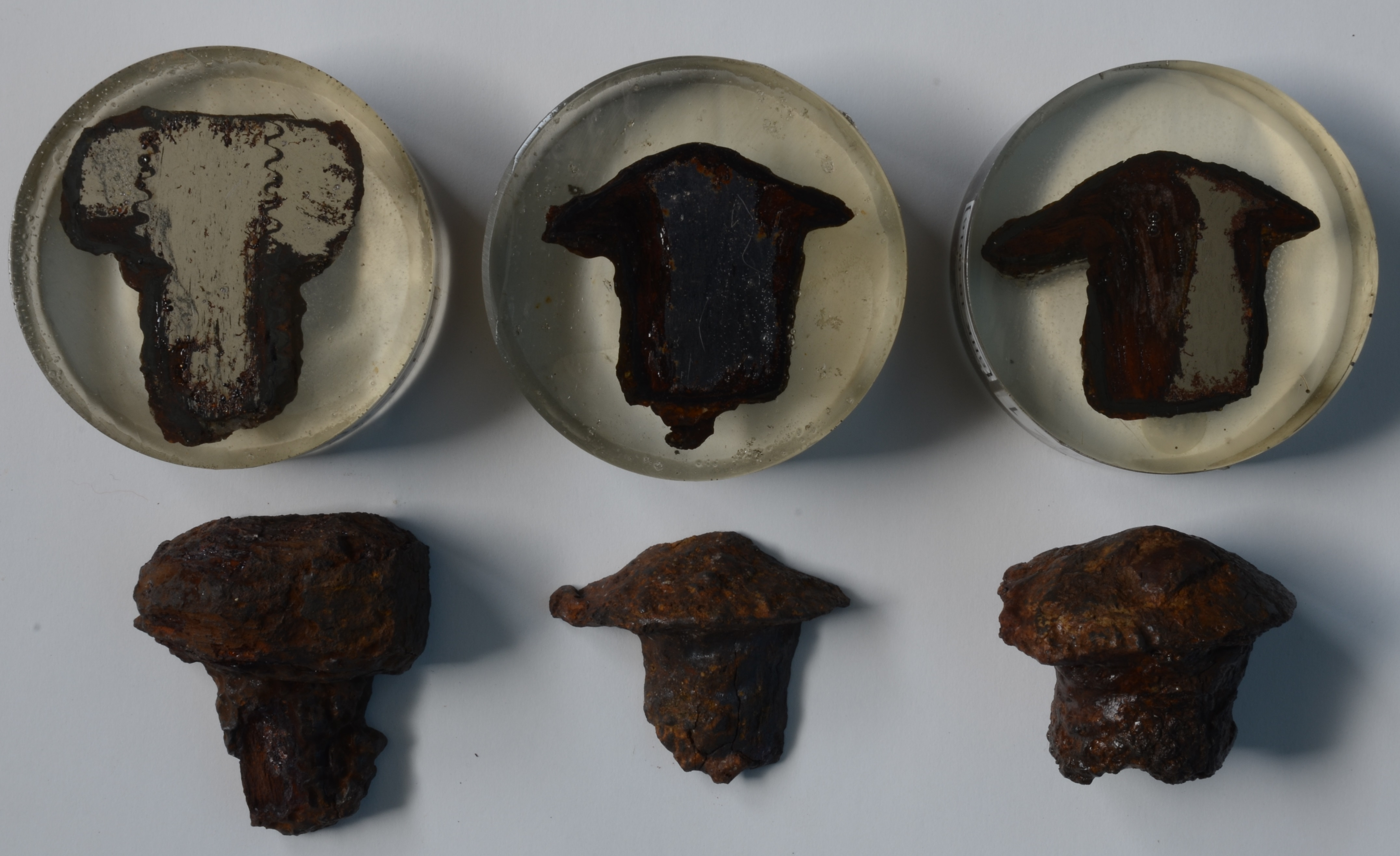
発掘調査で出土した鉄鋲（リベット）とボルト・ナット

ボルトが六角ナットに挿入した状態で出土しており、遺物切断面にはネジ山が明瞭に残存している。ボルトネジ山の規格は当時イギリス等で使用されたものであることが報告されている。出土位置や層位から三重津海軍の稼働時期でも後期段階（慶応から明治初期頃）のもので、当時、佐賀藩が購入して運用していたイギリス蒸気船部品の可能性もあるとのことである。

鉄鋲、ボルト共に化学分析が実施されており、洋鉄による製品との結果が報告されている。

鉄鋲、ボルトは、在来技術でできない修船作業には海外の技術や材料、部品も積極的に取り込んで試行錯誤しつつ実施していたことを示す重要な遺物といえる。

### 現存する国内最古のドライドック

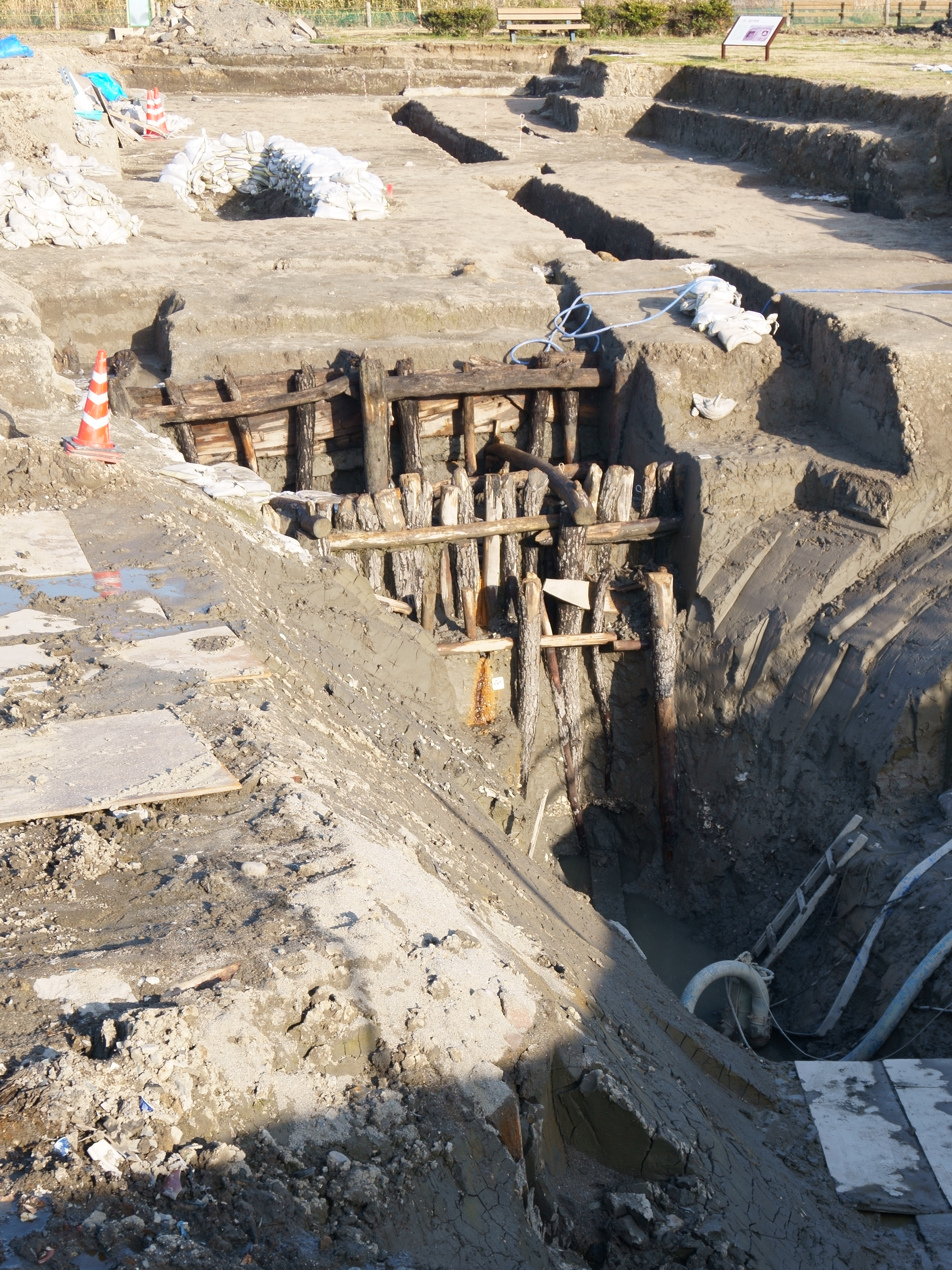
ドライドックの木製側壁枠組（平成30年度発掘調査時、2019年2月撮影）

丸太材と木杭、板材を縦横上下に複雑に組み合わせた木組骨格（フレーム）を有する階段状渠壁が発見された。
遺構の規模や工法は下記のとおり報告されている。

#### 規模
深さ3.5ｍ程、幅24.5ｍ程、長さ60m以上（平成27年度調査段階：現地説明会）で斜路（渠底への機材積み下ろし用路）が存在する。当時の文献記録調査（佐賀藩所有「電流丸」船底修理記録等）と河川干満水位等の地理的条件調査を通して船渠の渠壁部と認定され、国内で現存する最古の乾船渠（ドライドック）として近年位置づけられた。

#### 工法
ドック渠壁では縦横に連結して階段状に組んだ木製骨格（フレーム）の内部に粘土と砂（または破砕貝殻）を交互に積み重ねて成形する工法が用いられた。渠壁底面及び渠底には破砕貝殻を詰めた硬化面が確認されている。同様の遺構はこれまでの遺跡調査で検出されたことはないとのことである。
木組骨格は城郭や大名屋敷、溜池堤等の地盤補強に用いられた「枠工法」といわれる在来土木工法に一見類似するが、複数段（4段）に積み上げられている点や木組接続方法に違いもみられ、一概に在来技法を応用したと言えるものではないらしい。
当時、佐賀藩士は長崎海軍伝習所等を通じて海外情報にもいち早く通じていたことから、石以外の素材で構築されたドック建造技術を取り入れた可能性も考えられ、今後の更なる比較検証が必要とのことである。実際、同時代の中国沿岸や豪州にはそのようなドックが存在している。また、ドック運用当時、木製骨格内や上面は土砂で覆われているため露出していない。このためドック外見は土に覆われた階段状ドックに見えていたことになる。同時代に北米等に存在したシンプソン式木製ドライドックや明治期に大阪安治川河口に設けられた木製ドライドックは木材が全体を覆っていることを考えると、三重津のものは木製ドックとは一概には呼べない。

#### 技術的系譜
発掘調査報告書にはこのような特異なドライドック構造が採用された理由として下記のような複数の見解が存在していることが報告されている。
1. 佐賀藩が有した土木技術の面からの見解
佐賀藩に伝統的に土と木を多用する土木技術の歴史（有明海北岸の干拓に石材ではなく土と木材を用いた）応用を例にあげる。
2. 予算を考慮して安価な材料を使用したとする見解

三重津にドックを急遽構築せねばならなくなり、臨時的な構造物として安価な材料を使用したとする。
3. ドックを構築する地盤の問題を配慮した結果であるという見解

軟弱地盤上にドックのような巨大構造物を構築するにあたり、意図的に軽量な材料を選択したとする見解。横須賀ドックのような石造ドックを有明海沿岸地域の軟弱地盤上に構築した場合、不同沈下を起こして渠壁が崩落することを当時の技術者も予見できたとする考え。

1 - 3いずれの見解（または複合すること）が正しいにしても、このドライドックは土木史的並びに建築史的にも稀有な構造物である。材料や立地等の点でも近代のドライドックと異なる発想をもとにした技術で構築されたことは想像に難くない。

#### 技術史上の位置づけ
ほぼ同時期の横須賀製鉄所ドックが外国人（レオンス・ヴェルニー）主導で建設されたのに対し、三重津海軍所のドックは日本人が独自に設計・建設した最初の西洋式ドライドックという点で他に類をみない存在である。幕府主導のドック建設とは異なり、佐賀藩の場合は得られる情報が限られていたうえ有明海沿岸の極めて軟弱な地盤に構築せざるを得なかったことが、かえって創意工夫を生む要因となった可能性が高い。

#### 現代との接点
発掘調査で報告されている遺構は在来技術とも西洋技術とも言い難い性格を有する。当時の佐賀藩領のみならず他地域でも同様の事例は発見されていない。在地の技術者が慣れ親しんだ技術に改良を加えつつ、断片的にしか得られない西洋技術を独自の解釈のもと導入した結果、極めてユニークな工法による構築物が出現したと考えられる。西洋技術の体系的学習と模倣を技術的基盤とする近代以降の構築物にも当然ながら三重津海軍所跡と同様のものは現れなかった。近世から近代へ、在来技術から西洋技術へ、時代転換期の困難な局面を見事に乗り切った技術者達の営みを具現化した存在でもあり、現代社会の産業開発の指針となる得難い教材と言える。

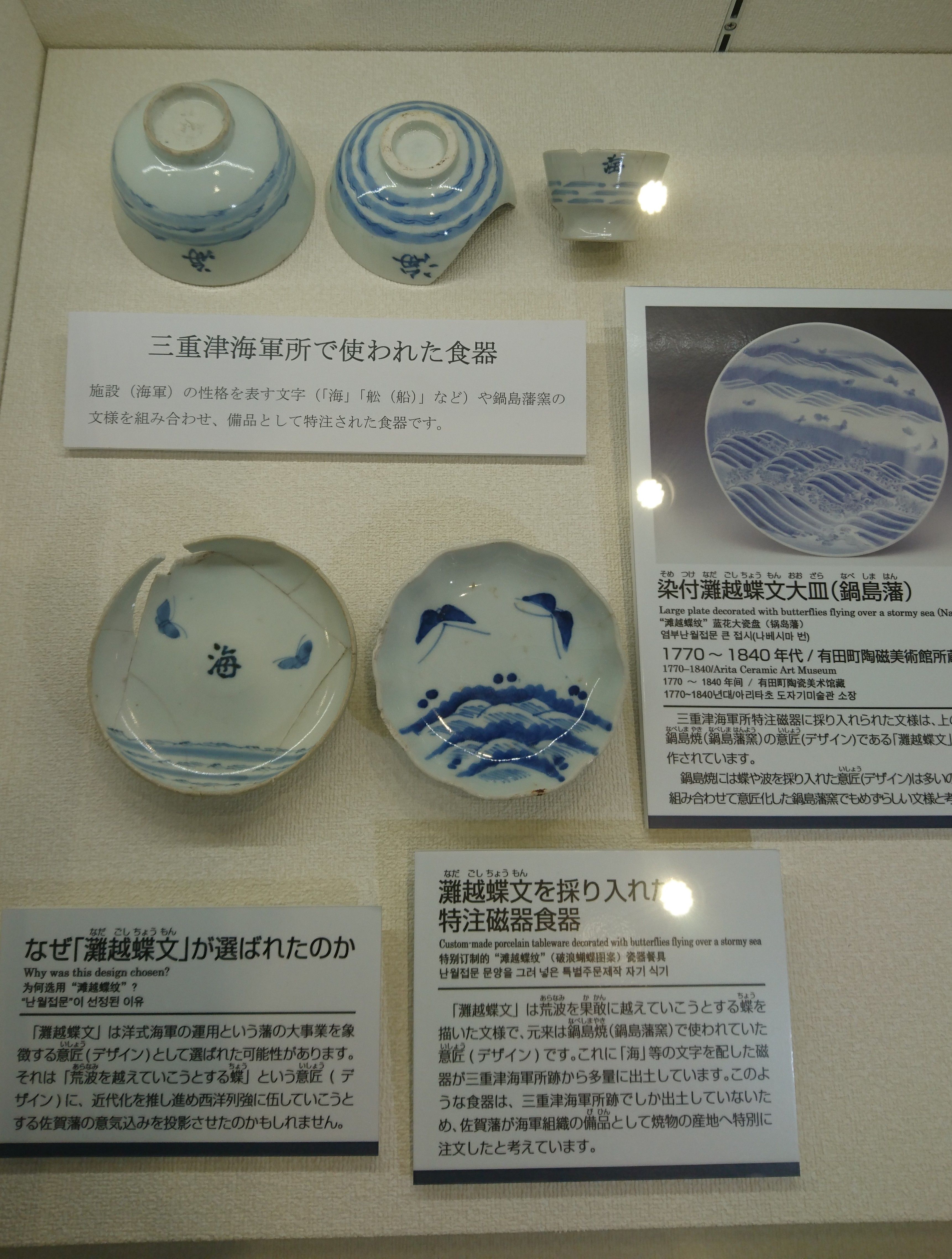
佐賀藩海軍の磁器食器

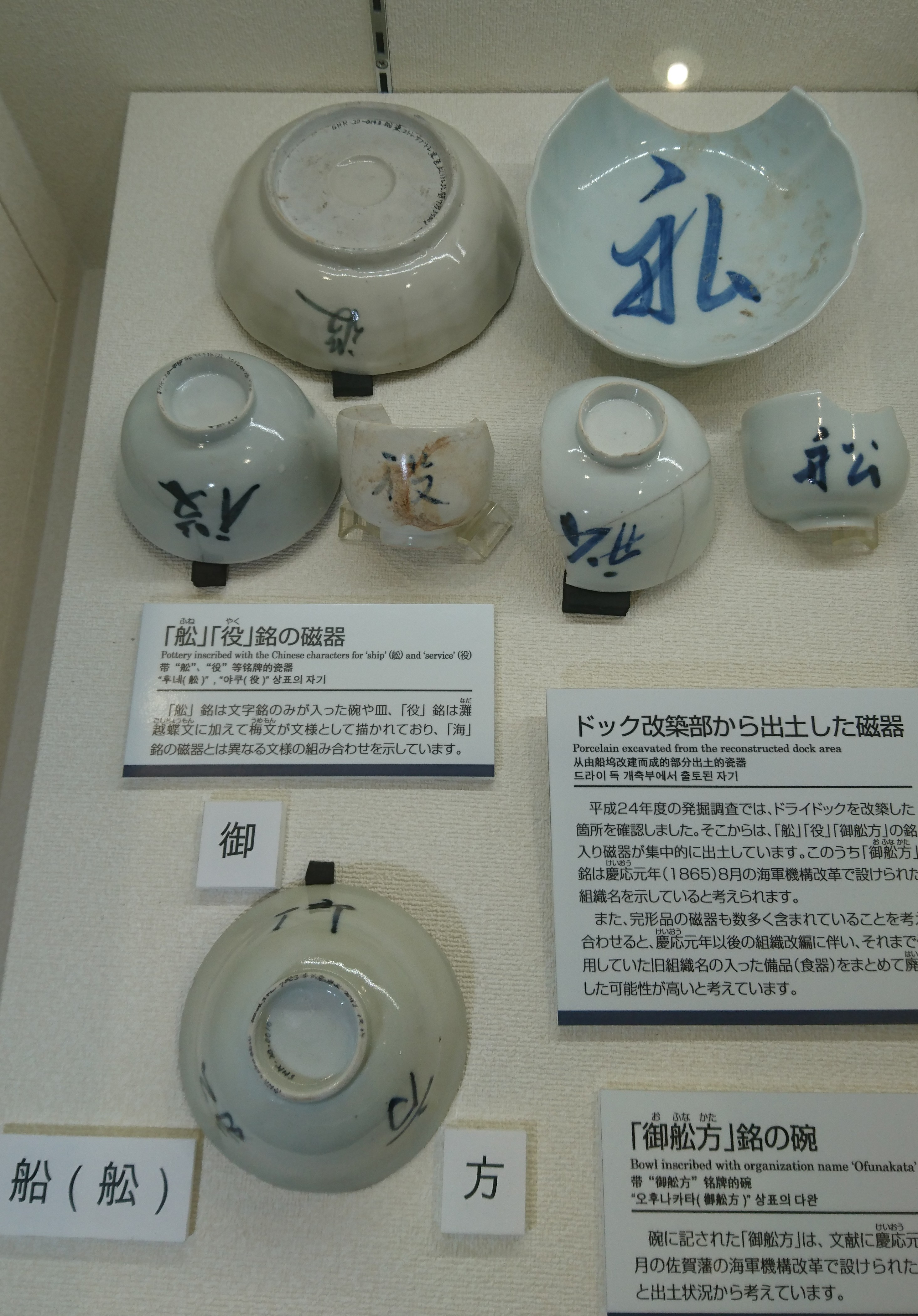
佐賀藩海軍の磁器食器-2

### 佐賀藩海軍の磁器食器
三重津海軍所の特徴的な遺物として、「海」「舩」「役」といった海軍所（公的機関）を連想させる文字銘と「灘越蝶文」（なだごしちょうもん）と呼ばれる文様を組み合わせた肥前磁器が挙げられる。「灘越蝶文」は蝶が海の波間を越える姿を描いた一見不思議（日本在来の蝶に海を越えて飛来するものはいない＝少なくとも当時、自然界でみられなかった姿）文様で、三重津海軍所以外では「鍋島藩窯」（鍋島焼）等に類例が散見（有田陶磁美術館,田中丸コレクション,佐賀県立九州陶磁文化館等で所蔵）されるのみである。海軍所ではこの「灘越蝶文」を描いた椀や皿等が多数出土していることから、「蝶が波濤を越え飛翔する姿」（「灘越蝶文」）に激動期に設立した藩海軍所の姿を投影した特注品と考えられている。用途としては、海軍所備品や艦載食器が想定されており、「志田窯」（佐賀県嬉野市塩田町）等の自藩内の窯で製作されているという

### そのほかの特徴的な出土遺物

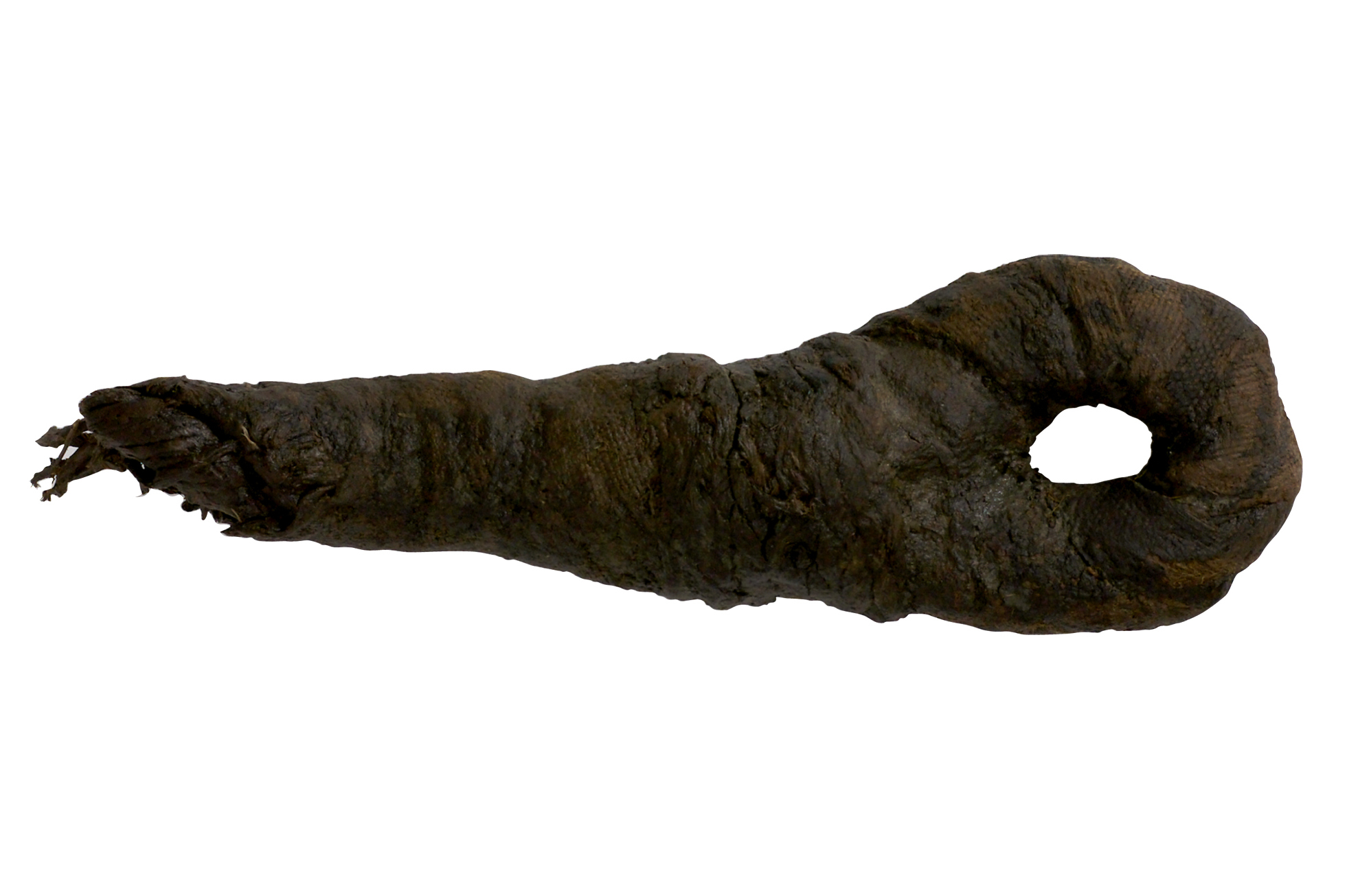
洋式舶用ロープ
（佐賀市教育委員会）

洋式舶用ロープが出土しており、海軍所の船渠が蒸気船も含めた洋式船を運用していたことを裏付ける遺物となっている。また、ドックや廃棄土坑から大量の石炭が出土しており、文献記録調査や化学分析が実施され採炭地への発注内容、品質、産地推定結果が報告されている。

## 海軍所の終焉とその後
三重津海軍所の閉鎖された年代は明らかではないが、1867年（慶応3年）に戊辰戦争に出兵する藩兵の乗船地になったとの記録が残っている。1871年（明治4年）には鍋島直正遺髪が「三重津」に到着、佐賀城に移送された記録がある。海軍所廃止後は1902年（明治35年）に佐賀郡立海員養成学校が設立され、佐賀郡立甲種商船学校、佐賀県立佐賀商船学校を経て1910年（明治43年）に佐賀商船学校となった。佐賀商船学校は1933年（昭和8年）に閉校（佐賀商船学校の機材類は現在の国立唐津海上技術学校に移管されたといわれる）するまで同地域の海員養成学校として多くの卒業生（800人以上）を海運業界へ輩出した。

## 現況と展示解説施設
遺跡は調査後は埋め戻され現地は三重津海軍所で活躍し後に赤十字社を起こした佐野常民を記念した「佐野記念公園」となっている。現地に設置された説明板で海軍所の施設配置等について確認できるようになっているが、当時の活気ある状況を想像するのはかなり難しい。これは、発掘された遺構が木や土で構築されているため壊れやすく、貴重な資産を保護して後世に残すためやむを得ない処置とのことである。
2005年（平成17年）に公園整備した際に凌風丸をほぼ実物大で模した遊具が設置されたが、2014年（平成26年）10月3日に行われたユネスコ諮問機関国際記念物遺跡会議(ICOMOS)の現地調査に際し、「学術的顕彰に基づかず誤解を与え、遺跡保存上も遊具があることは望ましくない」との判断で撤去された。
佐賀市川副町に「佐野常民と三重津海軍所跡の歴史館」があり（2021年9月25日に「佐野常民記念館」からリニューアルオープン）、国内最古のドライドック（乾船渠）である三重津海軍所跡の一部を再現した原寸大模型、大型スクリーンなどの常設展示がある。
公共交通によるアクセスは、佐賀駅バスセンターから佐賀市営バス20番早津江行きで約30分の「佐野・三重津歴史館入口」、もしくは西鉄柳川駅から西鉄バス6番早津江行きで約30分の終点「早津江」が最寄りである。

## 名称について
名称が三重県津市に類似しており、まれに当施設も三重県津市に所在していると勘違いされることがある。しかしながら当施設は三か所に（三重）入り江（津）があることに因む名称であり、三重県津市との直接的な関連性はない。
但し、三重県津市の「津」は船着き場、港を意味する言葉であり、語源的な繋がりはわずかながらあるといえる。